# 特雷武-特雷吉涅克
特雷武-特雷吉涅克（法語：Trévou-Tréguignec，法語發音：[tʁevu tʁegiɲɛk]）是法国阿摩尔滨海省的一个市镇，位于该省西北部，属于拉尼永区。

## 地理
特雷武-特雷吉涅克（48°48'54"N, 3°21'31"W）面积6.52 平方千米，位于法国布列塔尼大區阿摩尔滨海省，该省份为法国西北部沿海省份，位于布列塔尼半岛北部，北濒大西洋英吉利海峡，西接菲尼斯泰尔省，南至莫尔比昂省，东临伊勒-维莱讷省。
与特雷武-特雷吉涅克接壤的市镇（或旧市镇、城区）包括：卡姆莱兹、彭韦南、特雷莱韦恩。

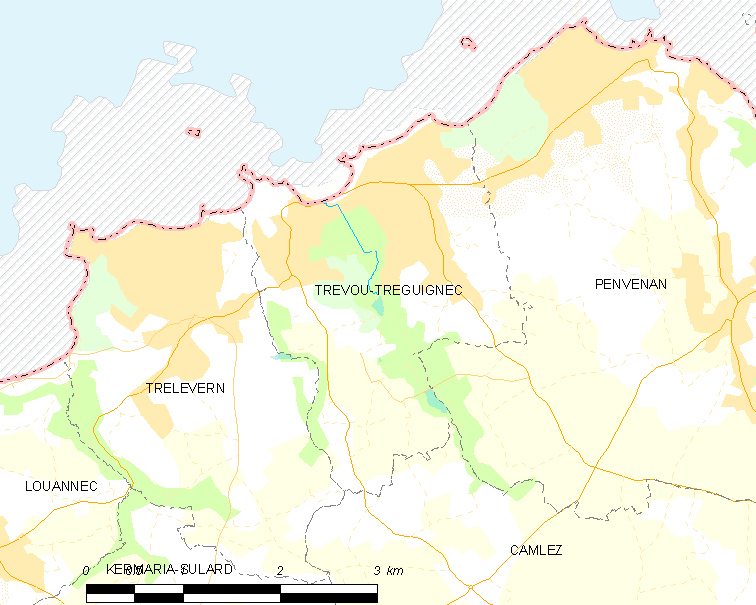
特雷武-特雷吉涅克的OSM定位图

特雷武-特雷吉涅克的时区为UTC+01:00、UTC+02:00（夏令时）。

## 行政
特雷武-特雷吉涅克的邮政编码为22660，INSEE市镇编码为22379。

## 政治
特雷武-特雷吉涅克所属的省级选区为佩罗斯吉雷克县。

## 人口

1962-2008年间特雷武-特雷吉涅克人口变化图示

特雷武-特雷吉涅克于2022年1月1日时的人口数量为1581人。